# 블랙버드 (2014년 영화)
《블랙버드》(영어: Beyond the Lights)는 2014년 공개된 미국의 로맨틱 드라마 영화이다. 지나 프린스바이스우드가 감독하고 각본을 썼다. 구구 음바타로가 주인공 노니 역을 맡았으며 이 외에 미니 드라이버, 네이트 파커, 대니 글러버와 래퍼 머신 건 켈리가 출연한다. 2014년 9월에 열린 제39회 토론토 국제 영화제에서 시사회가 열렸고 11월에 미국에서 개봉하였다. 대한민국에는 2015년 1월 29일 개봉하였다.

## 출연
- 구구 음바타로 - 노니 진 역
- 미니 드라이버 - 메이시 진 역
- 네이트 파커 - 캐즈 니콜 역
- 대니 글러버 - 데이비드 니콜 경찰서장 역
- 콜슨 "MGK" 베이커 - 키즈 컬프릿 역
- 아이샤 하인즈 - J 스탠리 역
- 조던 벨피 - 스티브 샘스 역
- 헤일리 마리 노먼 - 샤이 역
- 톰 라이트 - 브라운 목사 역
- 제시 우드로 - 칼 역
- 에스텔 - 본인 역